# Aura (sanger)
 For alternative betydninger, se Aura (flertydig). (Se også artikler, som begynder med Aura)
Aura Dione (født Maria Louise Joensen, den 21. januar 1985 i København) er en dansk sanger og sangskriver med færøske, spanske, franske og danske rødder. I 2001 deltog hun som 16-årig i den første danske sæson af Popstars. Hun debuterede med albummet Columbine i 2008. Albummet modtog guld for 15.000 solgte eksemplarer i Danmark.
Debutalbummet blev også udgivet i Tyskland, hvor hun i 2009 fik et #1-hit med singlen "I Will Love You Monday (365)", der modtog platin for 300.000 solgte eksemplarer i Tyskland. Aura udgav sit andet album, Before the Dinosaurs, den 7. november 2011. Singleforløberen, "Geronimo" gik ind som #1 på hitlisten i Tyskland, og blev samtidig også hendes første #1-hit i Danmark. Det er første gang, en dansker er gået direkte ind som #1 på singlehitlisten i Tyskland. 

## Opvækst
Hendes færøske/franske mor og dansk/spanske far har opdraget hende med musikken, og det betød, at hun skrev sin første sang som otteårig. Forældrene var hippier og sejlede rundt med hende som barn på verdenshavene, til hun som syvårig fik fast bopæl på Bornholm. Her gik hun i skole og blev som teenager indskrevet på Bornholms Gymnasium, men flyttede midt i 1.g til Australien, hvor hun søgte inspiration hos de materielt fattige aboriginere. Det resulterede i sangen "Something From Nothing".

## Karriere
Hun debuterede i sommeren 2007 med singlen "Something From Nothing" og fik også succes med nummeret "Song for Sophie" – begge fra albummet Columbine, der blev udgivet i 2008 med blandt andet Kenneth Bager og Thomas Troelsen som producere. Singlen "I Will Love You Monday" var et mindre hit i Danmark, men blev et nummer 1 i Tyskland, hvor den blev udsendt i en udvidet version med titlen "I Will Love You Monday (365 Days and Nights)'".
Steffen Brandt valgte hende til at være med i Bornholms Kulturuge 2008 med ham selv, Bjarke Mogensen, Benny Andersen og Kashmir.
Aura og smykkedesigneren Mai Manniche har designet en halskæde baseret på en forening af de tre symboler, kvindetegnet, hjertet og fredstegnet.
Aura er desuden en af musikerne bag bogprojektet Sirene fra 2008. Bogen kombinerer musik, billeder og ord, og Aura lavede blandt andet sangene "Cut Here", "I'm Only Here for a Moment" og "City by the Sea" til projektet.
Aura blev i 2009 præsenteret af Kopenhagen Fur i en ny kampagne for deres pelse.

## Privatliv
Hun har tidligere dannet par med designeren Johannes Torpe.
Det kom i november 2011 frem, at Aura var kæreste med Skype-medstifter Janus Friis.
I april 2015 ophørte forholdet til Janus Friis. Friis sagsøgte efterfølgende Aura for 6,65 millioner som dækker over gaver, forlovelsesring og en Københavnerlejlighed.
Der blev senere indgået forlig.

## Diskografi
- Columbine (2008)
- Before the Dinosaurs (2011)
- Can't Steal the Music (May/ 2017)
- "Life of a Ranbow" (2022)

## Priser
- Danish Music Awards 2009: 'Årets kvindelige danske kunstner' samt 'Årets danske popudgivelse' (for Columbine)
- Danish Music Awards 2012: 'Årets kvindelige danske kunstner' samt 'Årets danske hit' (for Geronimo)